# LNFA Junior 2011
La LNFA Junior 2011 fue la VI edición de la Liga Nacional de Fútbol Americano Junior (LNFA Jr). Se disputó en la temporada 2010/2011.
Participaron 13 equipos divididos en dos conferencias, Norte y Sur.
- Conferencia Norte
  - Argentona Bocs
  - Barcelona Búfals
  - L'Hospitalet Pioners
  - Badalona Dracs
  - Valencia Firebats
  - Valencia Giants
- Conferencia Sur
  - Murcia Cobras
  - Rivas Osos
  - Las Rozas Black Demons
  - Granada Lions
  - Museros Bous
  - Coslada Camioneros
  - Cehegín Wolves

Los dos mejores equipos de cada conferencia, Argentona Bocs, Badalona Dracs, Murcia Cobras y Museros Bous accedieron a los play-offs por el título de liga. Dracs ganó a Bous, mientras que Cobras se deshizo de Bocs, por lo que Dracs se clasificó por primera vez en la historia para la final y Cobras lo hizo por quinta temporada consecutiva. En la final, disputada a las 18.00 horas del sábado 4 de junio de 2011 en el Polideportivo El Almarjal de Cehegín, Murcia Cobras se alzó con su tercer título nacional. 

## Cuadro
|  | Semifinales    | Semifinales    | Semifinales   |               |                | Final          | Final | Final |  |
|  |                |                |               |               |                |                |       |       |  |
|  |                |                |               |               |                |                |       |       |  |
|  | Badalona Dracs | Badalona Dracs | 33            |               |                |                |       |       |  |
|  | Badalona Dracs | Badalona Dracs | 33            |               |                |                |       |       |  |
|  | Museros Bous   | Museros Bous   | 14            |               |                |                |       |       |  |
|  | Museros Bous   | Museros Bous   | 14            |               | Badalona Dracs | Badalona Dracs | 14    |       |  |
|  |                |                |               |               | Badalona Dracs | Badalona Dracs | 14    |       |  |
|  |                |                | Murcia Cobras | Murcia Cobras | 24             |                |       |       |  |
|  | Argentona Bocs | Argentona Bocs | Murcia Cobras | Murcia Cobras | 24             | 16             |       |       |  |
|  | Argentona Bocs | Argentona Bocs |               |               |                | 16             |       |       |  |
|  | Murcia Cobras  | Murcia Cobras  | 18            |               |                |                |       |       |  |
|  | Murcia Cobras  | Murcia Cobras  | 18            |               |                |                |       |       |  |
|  |                |                |               |               |                |                |       |       |  |